# Triturus marmoratus
Triturus marmoratus е вид земноводно от семейство Саламандрови (Salamandridae).

## Разпространение
Видът е разпространен в Испания, Португалия и Франция.